# Igor Melher
Igor Melher (Mostar, 1º dicembre 1979) è un ex calciatore bosniaco, di ruolo portiere.

## Statistiche

### Cronologia presenze e reti in nazionale
| Cronologia completa delle presenze e delle reti in nazionale ― Bosnia ed Erzegovina | Cronologia completa delle presenze e delle reti in nazionale ― Bosnia ed Erzegovina | Cronologia completa delle presenze e delle reti in nazionale ― Bosnia ed Erzegovina | Cronologia completa delle presenze e delle reti in nazionale ― Bosnia ed Erzegovina | Cronologia completa delle presenze e delle reti in nazionale ― Bosnia ed Erzegovina | Cronologia completa delle presenze e delle reti in nazionale ― Bosnia ed Erzegovina | Cronologia completa delle presenze e delle reti in nazionale ― Bosnia ed Erzegovina | Cronologia completa delle presenze e delle reti in nazionale ― Bosnia ed Erzegovina |
| Data                                                                                | Città                                                                               | In casa                                                                             | Risultato                                                                           | Ospiti                                                                              | Competizione                                                                        | Reti                                                                                | Note                                                                                |
| ----------------------------------------------------------------------------------- | ----------------------------------------------------------------------------------- | ----------------------------------------------------------------------------------- | ----------------------------------------------------------------------------------- | ----------------------------------------------------------------------------------- | ----------------------------------------------------------------------------------- | ----------------------------------------------------------------------------------- | ----------------------------------------------------------------------------------- |
| 31-3-2004                                                                           | Sarajevo                                                                            | Lussemburgo                                                                         | 1 – 2                                                                               | Bosnia ed Erzegovina                                                                | Amichevole                                                                          | -1                                                                                  | 86’                                                                                 |
| Totale                                                                              |                                                                                     | Presenze                                                                            | 1                                                                                   |                                                                                     | Reti                                                                                | -1                                                                                  |                                                                                     |

## Palmarès

### Club

#### Competizione nazionale
- Campionato bosniaco: 2

Zrinjski Mostar: 2008-2009, 2013-2014